# 中華民國居留證
中華民國居留證，簡稱居留證，俗稱梅花卡，是中華民國政府用於證明外來人口在中華民國有效領地內合法長期或永久居留的身份證件，由內政部移民署核發。中華民國法律中，將外來人口分為外國人、無戶籍國民、港澳居民、中国大陆人民等四個類別。而居留證則根據移民身份以及許可居留長度的不同，分為外僑居留證、外僑永久居留證、臺灣地區居留證、港澳居民居留證、港澳居民居留入出境證、大陸地區人民依親居留證、大陸地區人民長期居留證等類型。

## 外僑居留證
外僑居留證爲外國人簽發。取得外僑居留證有多種途徑，包括從事有工作許可的工作、成爲中華民國臺灣地區國民的親屬（包括父母、子女、配偶）、從事傳教工作、在臺灣地區投資、在經許可的學校學習等。內政部移民署也會給一些不符合以上條件的外國人特別簽發外僑居留證。
外僑居留證由塑膠製成，信用卡大小，內置包含個人機密資料的積體電路，辦理人每年需付新臺幣1,000元。爲方便外國人，同時防僞、反恐，紙質證件於2007—2008年被電子證件取代。至2009年10月，已有約6萬名外僑將紙質證件換成電子證件。至2013年6月開始，紙質證件已被淘汰。外僑居留證可以記錄多次辦理記錄，而以往只能記錄在持有人的護照上。外僑每次最多可申請爲期3年，在一些情形下（如傳教、學習等）則最多可申請爲期1年的外僑居留證。如果是成爲親屬、從事教師工作等情形，還需要有資格醫院開出的醫學檢測結果。外僑居留證除了給予外僑於有效期內在臺灣地區居住的權利，也是外僑申請中華民國汽車駕駛執照時所要求的證件。
若外僑要永久居住，需取得外僑永久居留證，其取得條件是每年在臺灣地區居住183日及以上（或取得內政部移民署的豁免），並已在臺灣地區居住5年，能達到最低工資或財產水平，原國家犯罪記錄經審核。外僑永久居留證的費用是1萬新臺幣。外僑永久居留證永久有效，因此不需要定期更換。但擁有永久居留證後，如果每年沒有住滿183天，永久居留證會被註銷或撤銷。中華民國於1999年立法允許外僑在臺灣地區永久居住，並於次年簽發首批外僑永久居留證。

## 臺灣地區居留證
臺灣地區居留證爲臺灣地區無戶籍國民簽發。無戶籍國民在法律上是中華民國國民，但沒有有效的臺灣地區戶籍。取得中華民國國民身分證的條件是年滿14週歲且有臺灣地區戶籍。在中華民國法律中，有戶籍國民和無戶籍國民的法律地位不同，前者有包括居住權、選舉權等完整的公民權利，而後者需經許可才能進入臺灣地區，否則會被遣返。有戶籍國民可以取得中華民國國民身分證，而無戶籍國民只能取得臺灣地區居留證。這兩類國民都有資格取得中華民國護照。
成年無戶籍國民要成爲有戶籍國民，並有資格取得中華民國國民身分證，必須在臺灣地區居住一段時間，在此期間會先取得臺灣地區居留證。目前對於直系親屬中有有戶籍國民（如中華民國海外國民）的無戶籍國民，以及已歸化爲中華民國國民的外國人，這段時間是連續1年，2年內每年270日，或5年內每年183日。

## 外來人口統一證號
現行的外來人口統一證號一共有十碼，起首為一個大寫英文字母與接續的九個阿拉伯數字。
早期外來人口統一證號為二個大寫英文字母與接續的八個阿拉伯數字，編號原則與中華民國國民身份證統一編號類似但是格式不同。外來人口常因為證號格式不同而無法順暢進行網購、訂票、醫療掛號等各項事務，歐洲在臺商務協會亦多次藉由每年公布之白皮書，向政府單位提出前揭問題。2020年內政部移民署提出修改統一證號編碼規則。新編碼規則將比照國民身分證號「1碼英文+9碼數字」編碼原則改版。

### 首碼
首碼為英文字母是申請行政區域的編碼。同中華民國國民身分證的編號規則。
| A    | 臺北市 | G | 宜蘭縣 | N | 彰化縣 | V | 臺東縣 |
| B, L | 臺中市 | H | 桃園市 | O | 新竹市 | W | 金門縣 |
| C    | 基隆市 | I | 嘉義市 | P | 雲林縣 | X | 澎湖縣 |
| D, R | 臺南市 | J | 新竹縣 | Q | 嘉義縣 | Z | 連江縣 |
| E, S | 高雄市 | K | 苗栗縣 | T | 屏東縣 |   |        |
| F    | 新北市 | M | 南投縣 | U | 花蓮縣 |   |        |

### 第二碼至第十碼
2021年開始核發之新式外來人口統一證號規則為
| 1, 2 | 國民身分證   | 0 – 6 | 外國人或無國籍人   | 0 – 9 | 流水號 | 0 – 9 | 驗證碼 |
| —    | —            | 7     | 無戶籍國民         | 0 – 9 | 流水號 | 0 – 9 | 驗證碼 |
| 8    | 男性外來人口 | 8     | 香港居民及澳門居民 | 0 – 9 | 流水號 | 0 – 9 | 驗證碼 |
| 9    | 女性外來人口 | 9     | 大陆地區居民       | 0 – 9 | 流水號 | 0 – 9 | 驗證碼 |

- 目前亦有討論在性別碼設立跨性別代碼，暫訂為7。

2011年舊式外來人口統一證號規則為
| A | 男性之無戶籍國民、香港居民、澳門居民或大陆地區居民 | 0 – 9 | 流水號 | 0 – 9 | 驗證碼 |
| B | 女性之無戶籍國民、香港居民、澳門居民或大陆地區居民 | 0 – 9 | 流水號 | 0 – 9 | 驗證碼 |
| C | 男性之外國人                                       | 0 – 9 | 流水號 | 0 – 9 | 驗證碼 |
| D | 女性之外國人                                       | 0 – 9 | 流水號 | 0 – 9 | 驗證碼 |

- 新舊統一證號第十碼均為驗證碼，和中華民國國民身分證驗證規則相同。

## 外部連結
- （繁體中文）（英文）內政部移民署（页面存档备份，存于）
- （繁體中文）「外來人口統一證號格式專案」修正計劃（核定本）（页面存档备份，存于） 2019年10月
- （繁體中文）修正外來人口統一證號格式專案執行計畫（页面存档备份，存于） 2020年1月1日至2021年1月1日